# Vaihingen an der Enz

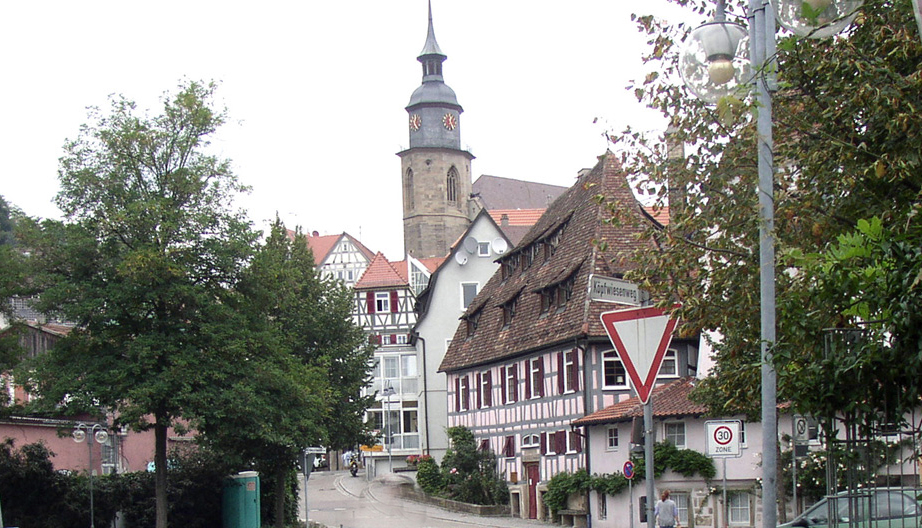
Vaihingen an der Enz.

Vaihingen an der Enz är en stad vid floden Enz (en biflod till Neckar) i västra kanten av mellersta Neckarregionen, 25 kilometer nordväst om Stuttgart i södra Tyskland. Den ligger inom Stuttgarts administrativa region och i distriktet Ludwigsburg i delstaten Baden-Württemberg. Folkmängden uppgår till cirka 29 400 invånare, på en yta av 73 kvadratkilometer.
Staden ingår i kommunalförbundet Vaihingen an der Enz tillsammans med staden Oberriexingen och kommunerna Eberdingen och Sersheim.

## Historia
Vaihingens historia kan sträcka sig så långt tillbaka i tiden som år 799, men dokumentationenn är inte helt klar. Dokument från 1252 refererar till Vaihingen som en stad, som etablerats av greve Gottfried von Vaihingen. Staden blev protestantisk under 1500-talet, och under trettioåriga kriget belägrades staden av både protestanter och katoliker. Revolutionen 1848 orsakade dåliga skördar och inflation, och ledde till att staden drabbades av emigration. Under det tidiga 1900-talet drogs järnväg genom staden, vilket återigen lockade dit folk och industrier. År 1938 blev Vaihingen ett regionalt centrum.

## Kända invånare
- Jacob Friedrich von Abel (1751-1829), professor i filosofi
- Karl Friedrich Hensler (1759-1825), teaterdirektör
- Karl von Gerok (1815-1890), biskop
- Friedrich Kellner (1885-1970), författare till en dagbok under nazitiden i Tyskland